# Karl Georg Kuhn
Karl Georg Kuhn (* 6. März 1906 in Thaleischweiler; † 15. September 1976 in Heidelberg) war ein deutscher evangelischer Theologe (Neutestamentler), Religionswissenschaftler, Orientalist sowie Hochschullehrer. Zur Zeit des Nationalsozialismus galt er als Spezialist für „Judenfragen“ und betätigte sich aktiv antisemitisch. Nach Kriegsende war er ein bedeutender Qumran-Forscher.

## Leben

### Erste Jahre und Studium
Karl Georg Kuhn war der Sohn des pietistischen Predigers Georg Kuhn (1880–1941) und dessen Ehefrau Magdalene, geborene Theisohn  (1875–1939). Sein jüngerer Bruder war der Germanist Hugo Kuhn. Ab 1916 besuchte er in Landau in der Pfalz das Gymnasium und nach dem Umzug seiner Familie ab 1923 in Breslau. Nach bestandenem Abitur studierte er ab 1925 zunächst Theologie in Kirchlichen Hochschule Bethel und wechselte nach einem Semester an die Universität Breslau, wo er das Studium mit den Fächern evangelische Theologie und semitische Sprachen weiterführte. Dort besuchte er auch das Rabbinerseminar, um bei Israel Rabin grundlegende Kenntnisse zur talmudischen Literatur zu erlangen. 1928 setzte er sein Studium an der Universität Tübingen fort. In Tübingen wurde der Neutestamentler und Antisemit Gerhard Kittel sein akademischer Lehrmeister. Von Anfang August 1928 bis Herbst 1932 wurde sein Studium durch die Notgemeinschaft der deutschen Wissenschaft auf Anregung Kittels, für den er einen rabbinischen Text übersetzte und kommentierte, gefördert.  Im April 1931 wurde er in Tübingen im Fach Orientalistik durch Enno Littmann zum Dr. phil. promoviert.  Vom 1. Oktober 1932 bis 30. September 1934 war er wissenschaftlicher Hilfsarbeiter bei dem Bibliothekswissenschaftler Georg Leyh in Tübingen. Für Leyh sollte er ein Exemplar des Lexikons Arabicum-Latinum aus dem Nachlass von Theodor Nöldeke, das mit Notizen versehen war, auswerten. Kuhn kam mit dieser Arbeit nur schleppend voran.

### NS-Zeit und Antisemitismus
Kuhn war bereits vor der Machtübergabe an die Nationalsozialisten zum 1. September 1932 der NSDAP (Mitgliedsnummer 1.340.672) und zum 28. April 1933 der SA beigetreten. Bei der Tübinger NSDAP-Ortsgruppe betätigte er sich als Kreisredner und Kulturwart. Er gehörte ab 1938 auch den NS-Organisationen NS-Reichskriegerbund und der NSV an. Während der NS-Zeit tat sich Kuhn mit antisemitischen Aktivitäten hervor. So gehörte er 1933 dem „Ausschuß für jüdische Greuelpropaganda“ an, dem in Tübingen die Organisation des Judenboykotts oblag. Kuhn hielt am 1. April 1933 auf dem Marktplatz in Tübingen die Boykottrede, in der er unter anderen verlautbarte: „Das internationale Weltjudentum hat dem neuen Deutschland den Krieg erklärt, nicht mit Waffen, sondern mit Worten“.
Kuhn habilitierte sich 1934 in Tübingen bei Littmann mit einer Schrift über semitische Philologie unter besonderer Berücksichtigung des Judentums und erhielt die Lehrberechtigung für Orientalische Sprachen sowie Geschichte. Im Dezember 1934 wurde er Privatdozent für Orientalistik in Tübingen und bekannte sich in dem Zuge zum Ende seiner dortigen Antrittsrede als Antisemit. Ab 1936 gehörte Kuhn dem Beirat der „Forschungsabteilung Judenfrage“ im Reichsinstitut für Geschichte des neuen Deutschland an. Nach den Novemberpogromen 1938 rechtfertigte er in einer Rede diesen ersten Höhepunkt der NS-Judenverfolgung, die 1939 unter dem Titel „Die Judenfrage als weltgeschichtliches Problem“ veröffentlicht wurde. In diesem antisemitischen Pamphlet bezeichnete er die Juden als „parasitäres Händlervolk“, das im Gegensatz zu anderen semitischen Völkern eine besondere „Rassensubstanz“ aufweise. Nach dem Überfall auf Polen beschlagnahmte er 1940 begleitet von einem SS-Führer im Warschauer Ghetto jüdische Archivalien. Gemeinsam mit Kittel gehörte Kuhn zu den aktivsten Judenforschern. Der Altorientalist Viktor Christian wollte 1940 an der Universität Wien eine außerordentliche Professur für Kunde des Judentums einrichten und warb für diese Stelle erfolglos um Kuhn. Ab 1942 war er außerordentlicher Professor für das Studium der Judenfrage in Tübingen. Eine Ende 1944 auf Initiative von dem Reichsminister Bernhard Rust und dem NS-Ideologen Alfred Rosenberg geplante Einsetzung Kuhns auf einen „Lehrstuhl für Judenkunde“ in Frankfurt kam wahrscheinlich kriegsbedingt nicht mehr zustande.

### Nachkriegszeit und Professorentätigkeit
Nach Kriegsende wurde Kuhn am 5. Juli 1945 aus dem Hochschulamt entlassen, konnte jedoch am 18. Oktober 1945 auf seinen Lehrstuhl zurückkehren. Anfang 1946 verfügte die französische Militäradministration endgültig seine Amtsenthebung und zusätzlich ein zeitlich begrenztes Aufenthaltsverbot in Tübingen. Er nahm danach seinen Wohnsitz in Biberach an der Riß. Von Juli 1946 bis zum Ende dieses Jahres machte er sein theologisches Examen nach und bestritt einige Zeit später vorübergehend seinen Lebensunterhalt als Religionslehrer in Tübingen. Nach zwei Spruchkammerverfahren in Stuttgart und Tübingen wurde er 1948 als entlastet entnazifiziert.
Ab 1949 vertrat er zunächst den Lehrstuhl für Neues Testament an der Universität Göttingen und wurde dort später zum Professor ernannt. Zusätzlich vertrat er vom 1. Oktober 1950 bis 30. September 1951 an der Universität Mainz den Lehrstuhl für Neues Testament. Ab 1954 war er ordentlicher Professor in Heidelberg, wo er ab 1957 auch die Qumran-Forschungsstelle leitete. Ab 1964 gehörte er der Heidelberger Akademie der Wissenschaften an. Kuhn wurde 1971 emeritiert. Im selben Jahr erschien eine „Festgabe“ zu seinem Geburtstag mit dem Titel „Tradition und Glaube. Das frühe Christentum in seiner Umwelt“ mit Beiträgen seiner Schüler und Freunde, darunter Hans Bardtke, Carsten Colpe, Lienhard Delekat, Martin Hengel, Joachim Jeremias, Heinz-Wolfgang Kuhn, Otto Michel, Eberhard Otto, Johannes van der Ploeg, Rudolf Schnackenburg, Eduard Schweizer, Hartmut Stegemann, Hartwig Thyen, Anton Vögtle und Claus Westermann.
Kuhn war Verfasser vieler Beiträge in Wörterbüchern zur Theologie und in Fachzeitschriften. Er distanzierte sich 1951 von der Schrift „Die Judenfrage als weltgeschichtliches Problem“ zur Rechtfertigung der Novemberpogrome, war 1968 jedoch dazu in Bezug auf seine anderen antisemitischen Publikationen nicht bereit. Kuhns Ansicht nach basierten seine Arbeiten auf wissenschaftlicher Forschung. Bis in die Gegenwart hinein berufen sich teils Neonazis auf seine Arbeiten. Gerd Theißen schätzte Kuhns Forschungen 2011 folgendermaßen ein: „In der Tat wollte er den Antisemitismus [...] objektiv und wissenschaftlich begründen. Dazu gehörte für ihn auch, dass er (nicht ohne Mut) falschen Vorurteilen gegenüber Juden im Dritten Reich widersprochen hat. Seine Einstellung erinnert an antike Judenfeindschaft: Juden hätten in der Diaspora die feindselige Haltung gegenüber anderen Völkern auf ihre unmittelbaren Nachbarn übertragen und seien daher voll Feindseligkeit gegenüber anderen. Meine Untersuchung macht wahrscheinlich, dass K.G. Kuhn in der Weimarer Republik als Philosemit begann. Er hatte am Breslauer Rabbinerseminar den Talmud studiert. Seine ersten Schriften sind frei von Antisemitismus. [...] Karl Georg Kuhn gehört zu den wenigen, die eine offene Auseinandersetzung zu ihrem Verhalten in der NS-Zeit geäußert haben, aber er hätte nicht durch einen Ehrendoktor der Göttinger Theologischen Fakultät 1955 oder durch Aufnahme in die Akademie 1964 geehrt werden dürfen“.
In der Sowjetischen Besatzungszone wurden seine Schriften Die Judenfrage als weltgeschichtliches Problem (1939) und Der Talmud, das Gesetzbuch der Juden (1941) auf die Liste der auszusondernden Literatur gesetzt.

## Schriften (Auswahl)
- Der tannaitische Midrasch Sifre zu Numeri unter Verwendg e. Übers. von Prof. Dr. Jakob Winter u. mit Beiträgen von Prof. Dr. Gerhard Kittel, Prof. Dr. A. Marmorstein u. Prof. D. Hans Windisch bearb. u. erkl. 1. Hälfte, Stuttgart/Berlin 1934 (zugl. Phil. Dissertation an der Universität Tübingen); vollständig Tannaitische Midraschim. Bd. 2 = Rabbinische Texte. Reihe 2
- Die älteste Textgestalt der Psalmen Salomons, insbes. auf Grund d. syr. Übers., Kohlhammer, Stuttgart 1937. In: Beiträge zur Wissenschaft vom Alten und Neuen Testament; H. 21 = (Der ganzen Sammlung H. 73)
- Die Judenfrage als weltgeschichtliches Problem, Hanseat. Verl. Anst., Hamburg 1939. In: Schriften des Reichsinstitutes für Geschichte des neuen Deutschlands
- Der Talmud – Das Gesetzbuch der Juden. In: Robert Wetzel / Hermann Hoffmann (Hgg): Wissenschaftliche Akademie Tübingen des NSD.-Dozentenbundes, Band 1: 1937, 1938, 1939, Tübingen: Mohr 1940, S. 226–233.
- Ursprung und Wesen der talmudischen Einstellung zum Nichtjuden. In: Forschungen zur Judenfrage, Bd. 3, 2. Auflage, Hamburg: Hanseatische Verlagsanstalt 1943, S. 211–246.
- Achtzehngebet und Vaterunser und der Reim, Mohr, Tübingen 1950. In: Wissenschaftliche Untersuchungen zum Neuen Testament ; 1
- Tannaitische Midraschim, Kohlhammer, Stuttgart. In: Rabbinische Texte (diverse Beiträge zu dem mehrbändigen Werk zwischen 1954 und 1959)
- Phylakterien aus Höhle 4 von Qumran, Winter, Heidelberg 1957
- Rückläufiges hebräisches Wörterbuch, Vandenhoeck & Ruprecht, Göttingen 1958. (Mitarbeit und Herausgeberschaft)
- Konkordanz zu den Qumrantexten, Vandenhoeck & Ruprecht, Göttingen 1958. (Mitarbeit und Herausgeberschaft)